# Залиман (Сватівський район)
Залима́н — село в Україні, у Красноріченській селищній громаді Сватівського району Луганської області. Населення становить 345 осіб.
Село постраждало внаслідок геноциду українського народу, вчиненого урядом СРСР у 1932—1933 роках, кількість встановлених жертв — 101 людина.

## Населення

### Мова
Розподіл населення за рідною мовою за даними перепису 2001 року:
| Мова       | Кількість | Відсоток |
| ---------- | --------- | -------- |
| українська | 449       | 96.35%   |
| російська  | 16        | 3.43%    |
| білоруська | 1         | 0.22%    |
| Усього     | 466       | 100%     |

## Також
- Перелік населених пунктів, що постраждали від Голодомору 1932-1933, Луганська область